# Le Mans Hypercar

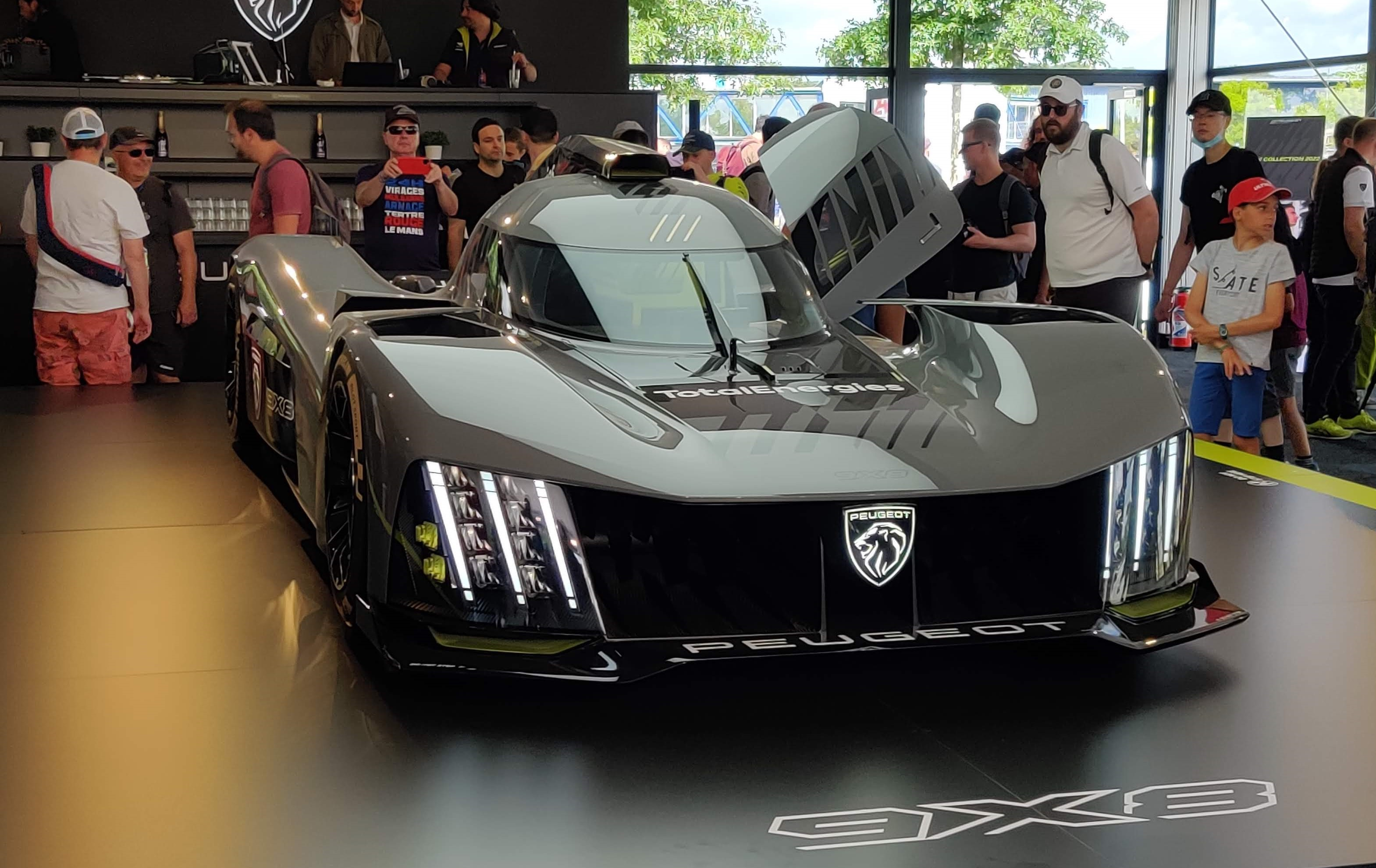
Peugeot 9X8 "show car" de la catégorie LMH.

Le Mans Hypercar (LMH) est une catégorie de voitures de compétition de type sport-prototypes conçues pour participer au championnat du monde d'endurance FIA (WEC) à compter de la saison 2021, en remplacement de la catégorie LMP1. À partir de 2023, les voitures peuvent également prendre part au WeatherTech SportsCar Championship de l'IMSA.
LMH et LMDh sont les deux types de voiture qui composent la catégorie « reine » en endurance, dénommée Hypercar en WEC et GTP en IMSA.

## Histoire
Le règlement concernant cette nouvelle catégorie reine est dévoilé le 14 juin 2019 au Mans et les constructeurs Aston Martin et Toyota annoncent leur engagement dans la catégorie quelques heures après sa publication. Peugeot indique son intention d'être présent pour la saison 2022 du WEC.
En février 2020, Aston Martin annonce pourtant se retirer du projet tandis que Toyota réaffirme son engagement malgré le risque d'être le seul constructeur en lice en septembre 2020, début du championnat 2020-2021. La marque américaine Scuderia Cameron Glickenhaus manifeste son intérêt pour cette catégorie, une hypercar nommée 007 étant en cours de développement pour 2021. ByKolles annonce également le développement d'une hypercar.
En avril 2020, il est annoncé que les débuts des Le Mans Hypercar sont repoussés en mars 2021, à la suite d'une refonte des calendriers liée à la pandémie du Covid-19.
En février 2021, Ferrari annonce s'engager dans la discipline à partir de 2023. Cette annonce fait suite à la réduction des budgets en Formule 1 à partir de la saison 2022.
Le 9 juillet 2021, il est confirmé que les Le Mans Hypercar pourront concourir dans le championnat IMSA SportsCar Championship, à compter de 2023.
En juillet 2021, Peugeot indique ne pas exclure une participation au championnat IMSA avec la 9X8 sous le nom d'une autre marque du groupe Stellantis. Selon la politique d'image du groupe, la marque choisie pourrait être Dodge, Maserati ou Alfa Romeo.
En février 2022, Aston Martin indique réfléchir à relancer son projet LMH avec la Valkyrie. Le constructeur convient de reparler du projet fin 2022 ou début 2023. La décision de participer aux deux championnats WEC et IMSA à compter de la saison 2025 est annoncée en octobre 2023.

## Règlement technique
Le 4 décembre 2019, le conseil mondial de la Fédération internationale de l'automobile (FIA) valide, à Paris, quelques paramètres de la nouvelle catégorie Le Mans Hypercar. Il est annoncé à cette occasion qu'un concurrent qui souhaiterait s'engager dans la nouvelle catégorie reine sera contraint d'enregistrer sa voiture sous le nom d'une marque automobile,. Le 11 mai 2020, la FIA apporte des modifications au règlement présenté initialement, en abaissant notamment la puissance (à 500 kW contre 585 kW auparavant) et en abaissant le poids (1 030 kg contre 1 100 kg initialement). En modifiant la réglementation Le Mans Hypercar, l'objectif est alors de sceller la convergence entre les deux plateformes LMH et LMDh,.
La réglementation technique s'est construite sur la base d'un temps cible moyen de 3 min 30 s au tour sur le circuit des 24 Heures. Le système hybride est optionnel. Pendant la première année d'homologation, les essais seront illimités.
Les constructeurs peuvent choisir de créer un prototype ou de développer une voiture de course à partir d'une « hypercar » routière existante (un minimum de production de vingt modèles de route sur deux ans est imposé). Afin de garantir la compétitivité de toutes les voitures, l'ACO et la FIA ont défini, entre autres, les principes suivants :
- Poids minimum : 1 030 kg[14] ;
- Puissance totale moyenne du groupe motopropulseur : 500 kW (680 ch).

Associé au règlement technique, le règlement sportif du championnat du monde d'endurance FIA (WEC) prévoit que les voitures concourant dans cette catégorie seront soumises en permanence à un système d'équilibrage des performances appelé « Balance des Performances » (traduction littérale de Balance of Performance, ou BoP), qui vise à empêcher qu'un modèle en compétition prenne l'avantage sur les autres d'un point de vue des performances. Y compris aux 24 Heures du Mans, la catégorie reine de l'endurance est donc pour la première fois, en 2021, intégralement soumise à ce principe qui n'encourage pas les développements techniques des voitures, au profit d'une importante réduction des coûts.
Par ailleurs, l'Automobile Club de l'Ouest (ACO) annonce le 1er novembre 2019 que le manufacturier français Michelin équipera toutes les voitures de la catégorie.

## Constructeurs confirmés
Les constructeurs engagés actuellement ou dont la participation est confirmée, pour des voitures de réglementation LMH, sont les suivants (avec en gras les écuries d’usine officielles) :
| Constructeur     | Modèle           | Photo | Équipe                            | Première Course                |
| ---------------- | ---------------- | ----- | --------------------------------- | ------------------------------ |
| Aston Martin     | Valkyrie AMR-LMH |       | Aston Martin Heart of Racing Team | 1812 km du Qatar 2025          |
| Ferrari          | 499P             |       | Ferrari AF Corse                  | 1 000 Miles de Sebring 2023    |
| Glickenhaus      | 007 LMH          |       | Glickenhaus Racing                | 8 Heures de Portimão 2021      |
| Isotta Fraschini | Tipo 6 LMH-C     |       | Isotta Fraschini                  | 1 812 kilomètres du Qatar 2024 |
| Peugeot          | 9X8              |       | Peugeot TotalEnergies             | 6 Heures de Monza 2022         |
| Toyota           | GR010 Hybrid     |       | Toyota Gazoo Racing               | 6 Heures de Spa 2021           |
| Vanwall          | Vandervell 680   |       | Floyd Vanwall Racing Team         | 1 000 Miles de Sebring 2023    |